# Joseph Tézenas du Montcel
Pour les articles homonymes, voir Tézenas.
Joseph Tézenas du Montcel, né le 31 janvier 1896 à Saint-Étienne dans la Loire et mort le 9 janvier 1974 à Andrézieux-Bouthéon dans le même département, est un officier et homme de lettres français.

## Biographie
Joseph Tézenas du Montcel est né dans une famille d'ancienne  bourgeoisie connue en Forez depuis le début du XVIe siècle. Elle acquit par mariage, le domaine du Montcel, dont elle a conservé le nom,,.

### Guerre 1914-1918
Joseph Tézenas du Montcel a vécu, en tant qu'officier, la première guerre mondiale comme combattant de 1re ligne, trois ans durant, de 1915 à 1918, jour après jour. Pour essayer de comprendre le paroxysme de violence et d'horreur dans lequel il était plongé, il a rédigé des notes et carnets qu'il a rassemblés en 1960 dans un ouvrage  intitulé : L'Heure H, étapes d'infanterie 14-18.
Joseph Tézenas du Montcel est chevalier de la Légion d'Honneur. Il est titulaire de la croix-de-guerre 14-18 et de la Military-Cross.

## Œuvres
- L’heure H. Étapes d’infanterie 14-18, 1960 (Prix Général-Muteau de l’Académie française - 1961)

## Hommage
Un établissement scolaire porte son nom à Saint-Étienne.